# Blakea granatensis
Blakea granatensis es una especie de planta fanerógamas perteneciente a la familia  Melastomataceae. Se encuentra en  Colombia donde es endémico de Cundinamarca. 

## Taxonomía
Blakea granatensis fue descrita por Charles Victor Naudin y publicado en Annales des Sciences Naturelles; Botanique, sér. 3 18(2): 143. 1852.